# Abd al-Wahhab al-Sha'rani
ʿAbd al-Wahhāb ibn Aḥmad al-Miṣrī al-Shaʿrānī (in arabo ﻋﺒﺪ ﺍﻟﻮﻫﺎﺏ ﺑﻦ ﺍﺣﻤﺪ ﺍﻟﻤﺼﺮﻱ ﺍﻟﺸﻌﺮﺍﻧﻲ‎?; Qalqanshada, 1493 – Il Cairo, 5 dicembre 1565) è stato un giurista egiziano, affermato studioso del Sufismo.

## Biografia
Al-Shaʿrānī è stato uno studioso sciafeita e un prolifico autore di saggi riguardanti il sufismo, la sharīʿa e i cinque pilastri dell'islam.
Fu egli stesso un Sufi in qualche modo affiliato alla ṭarīqa Aḥmadiyya-Badawiyya, pur attaccando le "esagerazioni" di molti suoi seguaci, contrarie alla sua visione del Sufismo, sempre mirante a una perfetta concordia tra esoterismo e Legge religiosa.
Le sue opere, che sono sempre rimaste molto popolari tra i musulmani, furono esposte, e non poco approfondite, dal suo allievo ʿAbd al-Raʾūf al-Munāwī.

## Opere
- Al-Mīzān al-Kubrā (La grande bilancia)
- Al-Ṭabaqāt al-Kubrā (Le grandi generazioni [dei Sufi])
- Laṭāʾif al-minan wa al-akhlāq (Le sottigliezze dei doni e dei caratteri), trad. ital. Il libro dei doni, a cura di Virginia Vacca, Napoli, Istituto Orientale di Napoli, Serie orientalistica - Testi, 13, 1972, 239 pp.
- Lawāqiḥ al-anwār al-qudsiyya (Le illuminanti sacre fecondazioni)
- Kitāb al-yawaqit wa al-jawāhir fī bayān ʿaqāʾid al-akābir (Il libro dei rubini e dei gioielli nella spiegazione della fede dei grandi [Sufi]).